# Corytophanidae
Corytophanidae (лат.) — семейство чешуйчатых из подотряда игуанообразных.
Ранее все три рода семейства включали в семейство Iguanidae.
Виды семейства распространены в Центральной Америке, а также на севере Южной Америки.

## Систематика
В состав семейства включают три рода, которые подразделяют на 11 видов:
- Род Basiliscus — Василиски
  - Basiliscus basiliscus — шлемоносный, или обыкновенный, василиск
  - Basiliscus galeritus — хохлатый василиск
  - Basiliscus plumifrons
  - Basiliscus vittatus — мексиканский полосатый василиск
- Род Corytophanes — шлемовые игуаны, или коритофанесы
  - Corytophanes cristatus — гребенчатый коритофанес, или шлемовая игуана
  - Corytophanes hernandesii
  - Corytophanes pericarinatus
- Род Laemanctus — каскоголовые игуаны
  - Laemanctus julioi
  - Laemanctus longipes — длинноногая каскоголовая игуана
  - Laemanctus serratus — каскоголовая игуана
  - Laemanctus waltersi